# روابط اسرائیل و فنلاند
روابط اسرائیل و فنلاند به روابط دیپلماتیک، تجاری و فرهنگی بین فنلاند و اسرائیل اشاره دارد. فنلاند سفارت در تل آویو و اسرائیل نیز سفارت خود را در هلسینکی سفارت دارد. هر دو کشور عضو کامل اتحادیه مدیترانه هستند.

## تاریخ

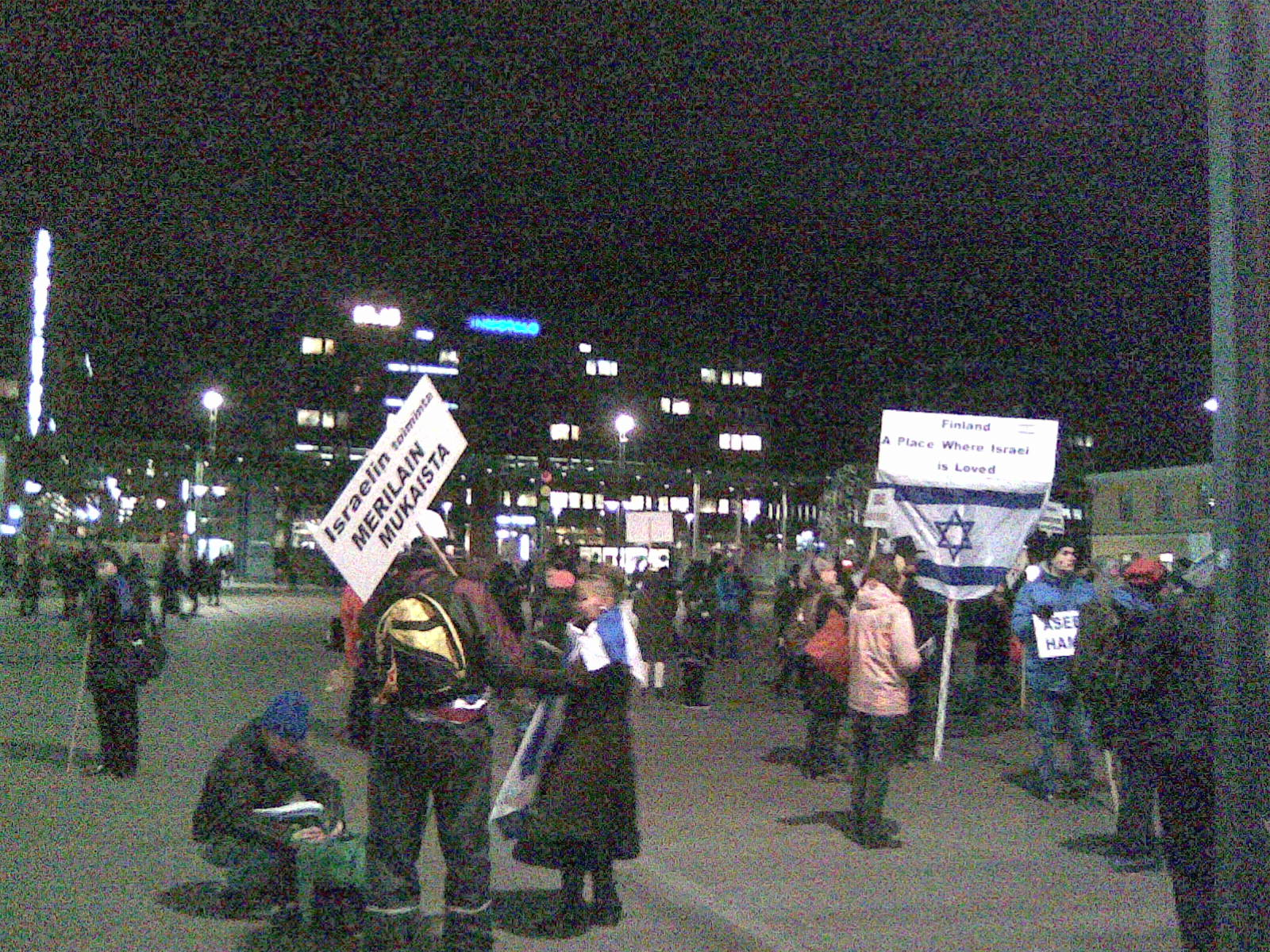
تظاهراتی در میدان نارینکا در مرکز هلسینکی در حمایت از دولت اسرائیل.

اساس روابط دو جانبه بین فنلاند و اسرائیل قبل از تأسیس دولت اسرائیل پایه‌گذاری شد. رئیس‌جمهور فنلاند یوهو کوستی پاسیکیوی اسرائیل را در ۱۱ ژوئن ۱۹۴۸ به صورت غیررسمی، یک ماه پس از اعلام استقلال اسرائیل به رسمیت شناخت. فنلاند در ۱۸ مارس ۱۹۴۹ رسماً کشور اسرائیل را به رسمیت شناخت و روابط دیپلماتیک در ۱۴ نوامبر ۱۹۵۰ برقرار شد. فنلاند در سال ۱۹۵۲ سفارت خود را در تل آویو و اسرائیل در سال ۱۹۵۶ سفارت خود را در هلسینکی افتتاح کردند.
امروزه فنلاند و اسرائیل دارای روابط فرهنگی و علمی قوی‌ای هستند و سالانه حدود ۱۰ هزار فنلاندی از اسرائیل دیدار می‌کنند.

## روابط اقتصادی
در سال ۲۰۰۵، صادرات فنلاند به اسرائیل بالغ بر ۱۵۵٫۲۴ میلیون یورو و واردات از اسرائیل به فنلاند بالغ بر ۹۵٫۹۶ میلیون یورو بوده‌است. اسرائیل ماشین آلات فنلاندی، تجهیزات ارتباط از راه دور، چوب، محصولات کاغذی و محصولات صنایع شیمیایی را وارد می‌کند. صادرات اصلی اسرائیل به فنلاند تجهیزات و ماشین آلات ارتباط از راه دور و میوه‌ها و سبزیجات اسرائیلی است.
در سال ۲۰۰۴، یک برنامه همکاری مشترک فنلاند و اسرائیل (FIT) برای پروژه‌های تحقیق و توسعه در زمینه ICT ایجاد شد. دفتر رئیس دانشمند در اسرائیل و تکس، آژانس بودجه فنلاندی برای تحقیقات و نوآوری، هر کدام پنج میلیون یورو برای بودجه پروژه‌ها اختصاص داد.

## پیوندهای فرهنگی
در سال ۲۰۰۶، نمایشگاهی در مورد تاریخ یهودیان فنلاند از دهه ۱۸۳۰ تا ۱۹۷۰ در خانه پراکندگی‌ها در تل آویو افتتاح شد.

## سفارتخانه‌ها
سفارت فنلاند در تل آویو، اسرائیل واقع شده‌است. سفارت اسرائیل در هلسینکی، فنلاند واقع شده‌است.